# Ragnar Anton Kittil Frisch
Ragnar Anton Kittil Frisch (Oslo, 3 de março de 1895 — Oslo, 31 de janeiro de 1973) foi um economista norueguês.
Foi co-laureado, juntamente com Jan Tinbergen, com o Prémio de Ciências Económicas em Memória de Alfred Nobel em 1969, o primeiro Prémio Nobel em tal categoria.
Formou-se em economia e doutorou-se em 1925 pela Universidade de Oslo. Para aprofundar os seus conhecimentos nos domínios da Economia e Matemática viajou por países como a França, Alemanha, Inglaterra, EUA e Itália. Foi Professor na Universidade de Oslo, director do Economic Institute, departamento dessa mesma universidade, e director da revista Econometrica. Em 1930, como professor visitante na Universidade de Yale, fundou a Econometric Society. Frisch foi um pioneiro em econometria, ramo da ciência económica que consiste no emprego de fórmulas matemáticas para analisar quantitativamente os fenómenos. Em 1969 partilhou com Jan Tinbergen, o primeiro Prémio Nobel da Economia a ser atribuído, pelo desenvolvimento e aplicação de modelos dinâmicos na análise dos processos económicos.
Durante a ocupação da Noruega pela Alemanha nazista Frisch foi preso em campo de concentração Bredtveit de 17 de Outubro de 1943, em seguida, no campo de concentração de Berg em 22 de Novembro de 1943, e então no campo de concentração de Grini em 09 de dezembro de 1943 a 8 de Outubro de 1944.
Frisch foi um dos fundadores da economia como uma ciência moderna. Ele fez uma série de avanços significativos no campo da economia e cunhou uma série de novas palavras, incluindo econometria e macroeconomia. 